# Jacques d'Annebaut
Jacques d'Annebaut (Normandia, 1493 - Rouen, 6 de junho de 1557) foi um cardeal do século XVII.

## Biografia
Nasceu em Normandia em Ca. 1500. Um dos seis filhos de Jean VI d'Annebaut, policial hereditário da Normandia, e Marguerite Blosst. Seu sobrenome também está listado como Denebaud, Anebault e Annebault. Primo do cardeal Jean Le Veneur (1533) por parte de mãe.
Ele tinha straordinaria erudizione, e perizia nella scienza delle Divine scritture. (Nenhuma informação educacional adicional encontrada).
Clérigo de Ruão. Cânon do capítulo da catedral de Lisieux; e mais tarde, seu arquidiácono. Decano do capítulo da catedral de Evreux. Abade comendador de Bec; sucedeu a seu tio, o cardeal. Abade comendador de Saint-Taurin d'Evreux; Saint-Sérgio d'Angers; Mont-Saint-Michel (1543-1557), sucedendo a seu tio cardeal; e primeiro abade comendador de Notre-Dame de Beauport até 1539.
Eleito bispo de Lisieux, 18 de agosto de 1539 até sua morte; sucedeu a seu tio, o cardeal. Consagrado (nenhuma informação encontrada). O rei Francisco I da França pediu ao papa que o promovesse ao cardinalato a pedido de seu irmão mais novo, Claude d'Ailly , seigneur d'Annebaut, marechal e almirante da França.
Criado cardeal sacerdote no consistório de 19 de dezembro de 1544; recebeu o chapéu vermelho e o título de S. Bartolomeo all'Isola, 16 de novembro de 1547. Optou pelo título de S. Susanna, 22 de março de 1548. Não participou do conclave de 1549-1550, que elegeu o Papa Júlio III. Quando seu irmão caiu em desgraça após a morte do rei Francisco I, ele teve que deixar a corte e retirou-se para Rouen. Participou do conclave de abril de 1555, que elegeu o Papa Marcelo II. Participou do conclave de maio de 1555, que elegeu o Papa Paulo IV.
Morreu em Rouen em 6 de junho de 1557. Transferido para Lisieux e sepultado na sua catedral